# Чаплинська селищна територіальна громада
Чаплинська селищна громада — територіальна громада в Україні, в Каховському районі Херсонської області. Адміністративний центр — селище Чаплинка.
Площа громади — 580,39 км², населення — 16 162 мешканці (2017).
Утворена 31 серпня 2016 року шляхом об'єднання Чаплинської селищної ради і Балтазарівської, Кучерявоволодимирівської, Магдалинівської, Першокостянтинівської, Скадовської, Червонополянської сільських рад Чаплинського району.
19 липня 2020 року, в результаті адміністративно-територіальної реформи та ліквідації Чаплинського району, громада увійшла до складу новоутвореного Каховського району.

## Населені пункти
До складу громади входять 1 селище (Чаплинка) і 17 сіл: Андріївка, Балтазарівка, Білоцерківка, Благодатне, Кучерявоволодимирівка, Кудряве, Магдалинівка, Морозівка, Нове, Новий Гай, Першокостянтинівка, Преображенка, Рачівка, Скадовка, Червона Поляна, Червоний Яр та Чорна Долина.